# Gorovo, Burgas
Gorovo (în bulgară Горово) este un sat în comuna Sungurlare, regiunea Burgas,  Bulgaria. 

## Demografie
Componența etnică a satului Gorovo
     Bulgari (93,54%)
     Nicio identificare (6,45%)
     Altele (0%)
La recensământul din 2011, populația satului Gorovo era de 31 locuitori. Din punct de vedere etnic, majoritatea locuitorilor (93,54%) erau bulgari. Pentru 6,45% din locuitori nu este cunoscută apartenența etnică.